# Copa do Mundo de Rugby Feminino de 1991
A Copa do Mundo de Rugby Feminino de 1991 foi a primeira edição do torneio. O torneio não foi aprovado pelo International Rugby Board, e, portanto, não reconhecido como um torneio oficial.
Realizada no País de Gales, viu doze equipes competirem durante um período de apenas uma semana. As campeãs do torneio foram os Estados Unidos.
Os 12 times foram divididos em 4 grupos de 3. Os vencedores participaram das meias-finais para o título. O segundo e o terceiro em um torneio de consolação chamado Plate Cup.

## Primeira fase

### Grupo 1
| 6 de Abril de 1991 |        |        |                     |
| Nova Zelândia      | 24 - 8 | Canadá | Glamorgan Wanderers |
|                    |        |        | Glamorgan Wanderers |

| 8 de Abril de 1991 |       |        |                     |
| País de Gales      | 9 - 9 | Canadá | Glamorgan Wanderers |
|                    |       |        | Glamorgan Wanderers |

| 10 de Abril de 1991 |        |               |           |
| País de Gales       | 6 - 24 | Nova Zelândia | Llanharan |
|                     |        |               | Llanharan |

Classificação
| Seleção       | Vitórias | Empates | Derrotas | Pontos a favor | Pontos contra | Pontos +/- | Pontos |
| ------------- | -------- | ------- | -------- | -------------- | ------------- | ---------- | ------ |
| Nova Zelândia | 2        | 0       | 0        | 48             | 14            | +34        | 4      |
| Canadá        | 0        | 1       | 1        | 17             | 33            | -16        | 1      |
| País de Gales | 0        | 1       | 1        | 15             | 33            | -18        | 1      |

Pontuação: Vitória = 2, Empate = 1, Derrota = 0

### Grupo 2
| 6 de Abril de 1991 |        |       |          |
| França             | 62 - 0 | Japão | Aberavon |
|                    |        |       | Aberavon |

| 8 de Abril de 1991 |        |        |                     |
| França             | 37 - 0 | Suécia | Glamorgan Wanderers |
|                    |        |        | Glamorgan Wanderers |

| 10 de Abril de 1991 |        |        |           |
| Japão               | 0 - 20 | Suécia | Llanharan |
|                     |        |        | Llanharan |

Classificação
| Seleção | Vitórias | Empates | Derrotas | Pontos a favor | Pontos contra | Pontos +/- | Pontos |
| ------- | -------- | ------- | -------- | -------------- | ------------- | ---------- | ------ |
| França  | 2        | 0       | 0        | 99             | 0             | +99        | 4      |
| Suécia  | 1        | 0       | 1        | 20             | 37            | -17        | 2      |
| Japão   | 0        | 0       | 2        | 0              | 82            | -82        | 0      |

Pontuação: Vitória = 2, Empate = 1, Derrota = 0

### Grupo 3
| 6 de Abril de 1991 |       |                |           |
| Países Baixos      | 0 - 7 | Estados Unidos | Pontypool |
|                    |       |                | Pontypool |

| 8 de Abril de 1991 |        |                 |           |
| Países Baixos      | 28 - 0 | União Soviética | Llanharan |
|                    |        |                 | Llanharan |

| 10 de Abril de 1991 |        |                 |                     |
| Estados Unidos      | 46 - 0 | União Soviética | Glamorgan Wanderers |
|                     |        |                 | Glamorgan Wanderers |

Classificação
| Seleção         | Vitórias | Empates | Derrotas | Pontos a favor | Pontos contra | Pontos +/- | Pontos |
| --------------- | -------- | ------- | -------- | -------------- | ------------- | ---------- | ------ |
| Estados Unidos  | 2        | 0       | 0        | 53             | 0             | +53        | 4      |
| Países Baixos   | 1        | 0       | 1        | 28             | 7             | +21        | 2      |
| União Soviética | 0        | 0       | 2        | 0              | 74            | -74        | 0      |

Pontuação: Vitória = 2, Empate = 1, Derrota = 0

### Grupo 4
| 6 de Abril de 1991 |        |         |         |
| Inglaterra         | 12 - 0 | Espanha | Swansea |
|                    |        |         | Swansea |

| 8 de Abril de 1991 |        |        |           |
| Inglaterra         | 25 - 9 | Itália | Llanharan |
|                    |        |        | Llanharan |

| 10 de Abril de 1991 |        |         |                     |
| Itália              | 7 - 13 | Espanha | Glamorgan Wanderers |
|                     |        |         | Glamorgan Wanderers |

#### Classificação
| Seleção    | Vitórias | Empates | Derrotas | Pontos a favor | Pontos contra | Pontos +/- | Pontos |
| ---------- | -------- | ------- | -------- | -------------- | ------------- | ---------- | ------ |
| Inglaterra | 2        | 0       | 0        | 37             | 9             | +28        | 4      |
| Espanha    | 1        | 0       | 1        | 13             | 19            | -6         | 2      |
| Itália     | 0        | 0       | 2        | 16             | 38            | -22        | 0      |

Pontuação: Vitória = 2, Empate = 1, Derrota = 0

## Plate Cup

### Quartas de Final
| 11 de Abril de 1991 |        |                 |         |
| Canadá              | 38 - 0 | União Soviética | Cardiff |
|                     |        |                 | Cardiff |

| 11 de Abril de 1991 |        |        |         |
| Itália              | 18 - 0 | Suécia | Cardiff |
|                     |        |        | Cardiff |

| 11 de Abril de 1991 |       |               |         |
| País de Gales       | 3 - 6 | Países Baixos | Cardiff |
|                     |       |               | Cardiff |

| 11 de Abril de 1991 |        |         |         |
| Japão               | 0 - 30 | Espanha | Cardiff |
|                     |        |         | Cardiff |

### Semifinais
| 12 de Abril de 1991 |       |        |         |
| Canadá              | 6 - 0 | Itália | Cardiff |
|                     |       |        | Cardiff |

| 12 de Abril de 1991 |       |         |         |
| Países Baixos       | 0 - 8 | Espanha | Cardiff |
|                     |       |         | Cardiff |

### Final
| 13 de Abril de 1991 |        |         |         |
| Canadá              | 19 - 4 | Espanha | Cardiff |
|                     |        |         | Cardiff |

## Semifinais
| 12 de Abril de 1991 |       |                |                   |
| Nova Zelândia       | 0 - 7 | Estados Unidos | Cardiff Arms Park |
|                     |       |                | Cardiff Arms Park |

| 12 de Abril de 1991 |        |        |                   |
| Inglaterra          | 13 - 0 | França | Cardiff Arms Park |
|                     |        |        | Cardiff Arms Park |

## Final
| 14 de Abril de 1991 |        |            |                   |
| Estados Unidos      | 19 - 6 | Inglaterra | Cardiff Arms Park |
|                     |        |            | Cardiff Arms Park |

## Campeãs
| Copa do Mundo de Rugby Feminino de 1991 |
| --------------------------------------- |
| ESTADOS UNIDOS Campeãs (1º título)      |